# Ruth Ige
Ruth Ige, née en 1992 au Nigeria, est une artiste peintre.

## Biographie
Ruth Ige grandit en Nouvelle-Zélande. Elle est titulaire d'une licence en arts visuels de l'Université technologique d'Auckland en 2016. Elle travaille et vit à Auckland.

## Carrière artistique
Le travail de Ruth Ige mêle des portraits traditionnels à des compositions plus abstraites de champs de couleurs qui donnent à voir des visuels, plus mystérieux et éthérés. L'artiste considère sa figuration unique et peint des sujets sans traits et impénétrables, comme une forme de "voile".  
Ruth Ige est confrontée au manque de mixité dès son enfance passée en Nouvelle-Zélande. Ses compositions s'opposent aux stéréotypes qu'elle a entendus ou dont elle a été victime sur les Africains et les Noirs. Elle joue de la couleur bleue dont les contrastes nourrissent ses œuvres représentant principalement des femmes noires. Pour l'artiste peintre : "La noirceur est belle, complexe et multicouche, mais la société la considère comme statique". 

## Reconnaissance
Ruth Ige a notamment exposé au Artspace Aotearoa d'Auckland (2017), à la galerie The Vivian à Matakana (2018), à la galerie Karma de New York et à la galerie ST PAUL St Gallery Three à Auckland en 2019. Son travail est présenté lors de la Liste Art Fair Basel en 2018.

## Expositions
Parmi une liste non exhaustive :

### Expositions personnelles
- The Silence Before the Morning, Weasel Gallery, Hamilton, 2018
- A Place Apart (forthcoming), City Gallery Wellington, Wellington, 2020
- The poetic notions of blue, McLeavey Gallery, Wellington, 2021
- Freedom's Recurring Dream, Stevenson Johannesburg, Johannesburg, 2022
- Between Two Dimensions, Roberts Projects, Los Angeles, 2022

### Expositions collectives
- Dirt Future, Artspace Aotearoa, Auckland, 2017
- Familiar Territories, ST PAUL St Gallery Three, Auckland, 2018
- Arcadia Missa booth, Liste Art Fair, Basel, curatrice : Hamishi Farah, Basel, 2018[6]
- Never an Answer: 12 Abstract Painters, The Vivian, 2018
- Two Oceans at Once, ST PAUL St Gallery Three, Auckland, 2019
- Pleiades: Seven Sisters of New Zealand, Gow Langsford, Auckland, 2019
- Henni Alftan, Matt Hilvers, Ruth Ige, Andrew Sim, Karma, New York, 2019
- On the verge of blue, SPA_CE, Napier, 2019[7]
- My whole body changed into something else, Stevenson Cap, Le Cap, 2021
- Aotearoa Contemporary, Auckland Art Gallery Toi o Tāmaki (AAG), Auckland du 6 juillet au 20 octobre 2024[8]